# LugRadio
LugRadioとはイギリスのLinuxに関するポッドキャスト番組および、FOSSコミュニティによるイベントである。特に技術、デジタル権利、政治について扱っている。

## 歴史
2004年にウルヴァーハンプトンLinuxユーザーグループのメンバー数名によるディスカッションの結果を受けて番組が立ち上げられた。第5シーズンの2008年6月30日に主催イベントであるLugRadio Live UK 2008をもって定期配信を終了することが告知された。その後は2009年10月24日にLugRadio Live 2009の模様などを収めた第5シーズンの最終回である24回目が、3年後の2011年7月7日に「再会」と称して第6シーズンの1回目が配信されている。
番組にはジョノ・ベーコン、スチュワート・ラングリッジ、クリス・プロクター、アダム・スイート、エイド・ブラッドショー（第2-4シーズン、第6シーズン）がレギュラー出演している。開始当初から出演しているのはベーコンとラングリッジの2人のみで、特にベーコンはすべての回に出演している。過去の出演者にはマシュー・リヴェル（第1-4シーズン）、ステファン・パークス（第1シーズン、第2シーズン数回）がいる。番組には数多くのゲストが呼ばれている。
出演したゲストにはXimianの共同創設者であるナット・フリードマン、Googleのオープンソースプログラムマネージャーであるクリス・ディボナ、サン・マイクロシステムズのオープンソース戦略責任者であるサイモン・フィップスやエリック・レイモンドなど多数いる。
かつて公開された番組はクリエイティブ・コモンズの表示-非営利-改変禁止（CC BY-NC-ND）でライセンスされていたが、2007年12月以降の番組はAttribution-Share Alike 3.0 Unported licenseで公開されるようになり、以前公開された番組も同じライセンスに変更することを模索している。

## メディア報道・受賞
LugRadioはLinux Format、Linux User and Developer、Linux Magazine各誌やネット上でもスラッシュドットで取り上げられており、Linux User and Developer誌付録CDにも収録されていた。
2006年にはロンドンで開催されたUK Linux and Open Source AwardsのBest Marketing Campaignを、Linux Format誌の2007年クリスマス号におけるBest Linux Podcastを受賞した。

## LugRadio Live

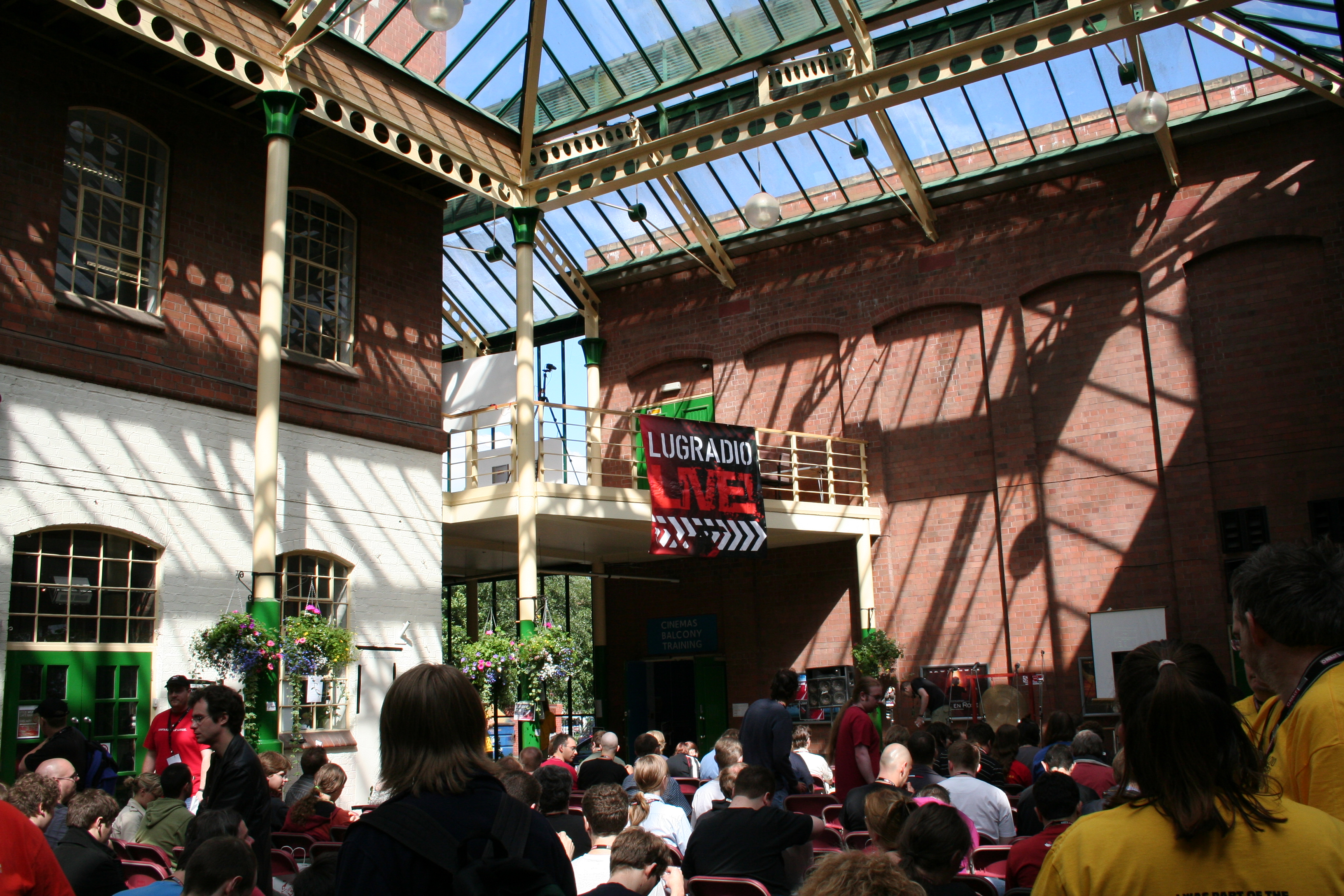
LugRadio Live 2007

LugRadio LiveとはLugRadioチームが年1回ウルヴァーハンプトンで開催するイベントである。Linuxやフリーソフトウェア、オープンソースを楽しむことを目的に、他の商業イベントのような企業的な議題無しに行われる。初回は2005年に開催され、250人の観客が集まり、14人が出演した。出演者の1人であるマーク・シャトルワースはヘリコプターで会場に駆けつけた。また、Ubuntu、Debian、KDE、オライリーメディアなど計18ブースの出展があった。
2006年のLugRadio Liveは約400人の観客が集まり、マイケル・ミークスを含む30人以上が出演し、Ubuntu、OpenSolaris、KDE、MythTV、Debian、Fedora、GNOMEなど27ブースの出展があった。
2007年のLugRadio Liveは7月7-8日にウルヴァーハンプトンにあるライトハウスメディアセンターで開催され、観客のうち、約100人がイギリス国外からやってきた。クリス・ディボナ(Google)、ジェルヴァース・マークハム(Mozilla)、コミュニティ・地方自治省のピーター・スティーンが出演した。
2008年4月12-13日にはアメリカ合衆国カリフォルニア州のメトレオンでLugRadio Live USA 2008が開催され、ミゲル・デ・イカザ、ロバート・ラブ、イアン・マードック、ジェレミー・アリソンが出演した。欧州やオーストラリアの観光客含めて世界中から約500人のLinux愛好家がイベントに参加した。
2008年7月19日にウルヴァーハンプトンのライトハウスメディアセンターでLugRadio Live UK 2008が開催された。
2009年10月24日にウルヴァーハンプトンのニューハンプトンアーツセンターでLugRadio Live 2009が開催された。